# Marpissa
Marpissa es un género de arañas saltarinas de la familia Salticidae. Las especies de este género se encuentran en América del Sur, Asia, Europa, los Estados Unidos, Camerún, en las Islas Polinesias y las Antillas Mayores.

## Especies
- M. agricola (Peckham & Peckham, 1894)
- M. armifera Urquhart, 1892
- M. balcanica (Kratochvíl, 1932)
- M. bina (Hentz, 1846)
- M. bryantae (Jones, 1945)
- M. carinata Butt & Beg, 2000
- M. dayapurensis Majumder, 2004
- M. decorata Tikader, 1974
- M. dentoides Barnes, 1958
- M. endenae Biswas & Biswas, 1992
- M. formosa (Banks, 1892)
- M. fornicis (Dyal, 1935)
- M. gangasagarensis Majumder, 2005
- M. grata (Gertsch, 1936)
- M. hieroglyphica Taczanowski, 1878
- M. insignis Butt & Beg, 2000
- M. kalapani Tikader, 1977
- M. kalighatensis Biswas & Biswas, 1992
- M. lakshmikantapurensis Majumder, 2004
- M. lineata (C. L. Koch, 1846)
- M. linzhiensis Hu, 2001
- M. longiuscula (Simon, 1871)
- M. manipuriensis Biswas & Biswas, 2004
- M. mashibarai Baba, 2013
- M. milleri (Peckham & Peckham, 1894)
- M. mirabilis Butt & Beg, 2000
- M. mizoramensis Biswas & Biswas, 2007
- M. muscosa (Clerck, 1757)
- M. mystacina Taczanowski, 1878
- M. nitida Hu, 2001
- M. nivoyi (Lucas, 1846)
- M. nutanae Biswas & Biswas, 1984
- M. obtusa Barnes, 1958
- M. pauariensis Biswas & Roy, 2008
- M. pikei (Peckham & Peckham, 1888)
- M. pomatia (Walckenaer, 1802)
- M. prathamae Biswas & Biswas, 1984
- M. proszynskii Biswas & Begum, 1999
- M. pulla (Karsch, 1879)
- M. radiata (Grube, 1859)
- M. raimondi Taczanowski, 1878
- M. robusta (Banks, 1906)
- M. rubriceps Mello-Leitão, 1922
- M. singhi Monga, Singh & Sadana, 1989
- M. soricina (Thorell, 1899)
- M. sulcosa Barnes, 1958
- M. tenebrosa Butt & Beg, 2000
- M. tigrina Tikader, 1965
- M. tikaderi Biswas, 1984
- M. yawatai Baba, 2013
- M. zaitzevi Mcheidze, 1997